# Amistad
Cet article concerne le film. Pour le navire, voir La Amistad.
Pour plus de détails, voir Fiche technique et Distribution.
Amistad est un film historique américain réalisé par Steven Spielberg, sorti en 1997.
Le film est inspiré de faits authentiques, une mutinerie d'un groupe d'esclaves africains transportés à bord du navire négrier espagnol La Amistad en 1839, échoués sur la côte des États-Unis. Leur revendication de liberté est devenue un symbole du mouvement pour l'abolition de l'esclavage aux États-Unis.
Le film reçoit des critiques globalement positives et récolte 58 millions de dollars au box-office.

## Synopsis
En 1839, La Amistad, goélette espagnole transportant des esclaves africains venus de la forteresse de traite négrière (en) de Lomboko (sur la côte du Poivre, de nos jours en Sierra Leone), est retardée par les calmes équatoriaux et les négriers, à court d'eau potable, doivent jeter à la mer une partie de leurs esclaves. Puis le navire est pris dans une violente tempête au large de Cuba, alors colonie espagnole. Environ cinquante prisonniers réussissent à se libérer de leurs chaînes et se retournent contre leurs bourreaux qu'ils exécutent sommairement. Cinque (Segbe), leur meneur, oblige Montez (l'un des Espagnols qu'il épargne) à les ramener vers l'Afrique. Cinque ordonne alors aux Espagnols de se diriger vers le soleil levant, c'est-à-dire vers l'est. Mais pendant la nuit, Montez, qui a plus d'expérience en navigation, s'aide des étoiles pour mettre le cap vers l'ouest, en espérant rester dans les eaux cubaines. Cependant un vent très fort fait dériver le navire vers le nord-est, en direction de l'Amérique. Lorsque le navire est arraisonné, les esclaves sont conduits aux États-Unis où, jugés pour meurtre (ils avaient tué le capitaine du navire et le cuisinier), ils attendent leur sort en prison.
Alors que les armateurs du navire déposent un recours en justice pour récupérer leur « cargaison », un avocat de la ville conteste le droit des Espagnols de transporter des esclaves dans les eaux territoriales des États-Unis : après avoir présenté l'affaire comme un simple cas de « propriété contestée », il en vient à reconnaître la dignité humaine de ces réfugiés et leur droit à la liberté. L'affaire remonte jusqu'à la Cour suprême qui compte alors une majorité de propriétaires d'esclaves. Le président Martin Van Buren refuse de se prononcer sur ce cas épineux mais l'ancien président John Quincy Adams apporte son soutien aux fugitifs.
La bataille acharnée autour de leur procès attire l'attention de la nation tout entière et alimente le mouvement d'opinion contestant la légitimité de l'esclavage aux États-Unis.
Le film fait également référence au droit de visite des navires étrangers, imposé par les Britanniques au reste du monde en 1823, via une série de traités internationaux, moment fort de la lutte internationale contre la traite des esclaves : dans une des dernières scènes, l'armée britannique débarque sur la côte ouest-africaine pour détruire le comptoir négrier de Lomboko. 

## Fiche technique
Sauf indication contraire, les informations mentionnées dans cette section peuvent être confirmées par les bases de données cinématographiques IMDb et Allociné,  présentes dans la section « Liens externes ».

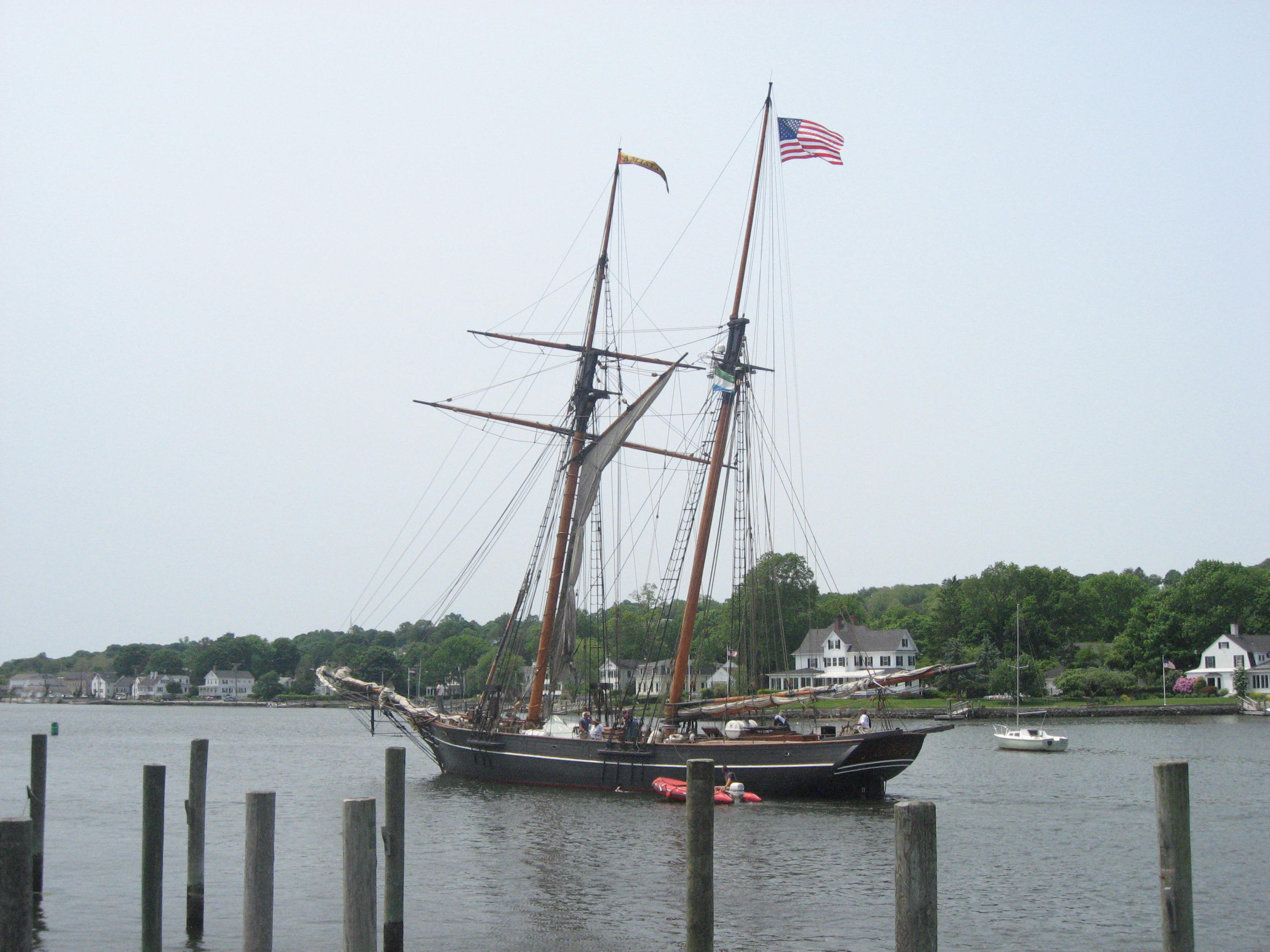
Réplique de La Amistad construite en 2000, naviguant dans le port historique de Mystic dans le Connecticut.

- Titre original et francophone : Amistad[1]
- Réalisation : Steven Spielberg
- Scénario : David Franzoni
- Musique : Debbie Allen et John Williams[2]
- Direction artistique : Christopher Burian-Mohr, Tony Fanning et William James Teegarden
- Décors : Rick Carter
- Costumes : Ruth E. Carter
- Photographie : Janusz Kamiński
- Son : Anna Behlmer, Charles L. Campbell, Louis L. Edemann, Robert Jackson, Ron Judkins, Shawn Murphy, Andy Nelson
- Montage : Michael Kahn
- Production : Debbie Allen, Steven Spielberg et Colin Wilson (en)
  - Production déléguée : Laurie MacDonald et Walter F. Parkes
  - Production associée : Bonnie Curtis et Paul Deason
  - Coproduction : Tim Shriver
  - Coproduction déléguée : Robert Cooper
- Sociétés de production : DreamWorks Pictures, en association avec HBO Films
- Sociétés de distribution : DreamWorks Distribution (États-Unis) ; United International Pictures (France, Suisse romande)
- Budget : 36 millions de $[3] ; 40 millions de $[4]
- Pays de production :  États-Unis
- Langues originales : anglais, mendé, espagnol, portugais
- Format : couleur (Technicolor) — 35 mm — 1,85:1 (Panavision) — son DTS / Dolby Digital / SDDS
- Genre : biopic, drame et historique
- Durée : 155 minutes
- Dates de sortie[5] :
  - États-Unis, Québec : 10 décembre 1997[1]
  - France, Belgique, Suisse romande : 25 février 1998[6],[7]
- Classification :
  - États-Unis : les enfants de moins de 17 ans doivent être accompagnés d'un adulte (R – Restricted)[N 1]
  - France : tous publics[8]
  - Belgique : tous publics (Alle Leeftijden)[9]
  - Suisse romande : interdit aux moins de 12 ans[10]
  - Québec : 13 ans et plus (13+ / 13 years and over)[1]

## Distribution
- Morgan Freeman (VF : Benoît Allemane) : Theodore Joadson
- Anthony Hopkins (VF : Jean-Pierre Moulin) : John Quincy Adams
- Djimon Hounsou : Cinqué
- Matthew McConaughey (VF : Bruno Choël) : Roger S. Baldwin
- Nigel Hawthorne (VF : Raymond Baillet) : Martin Van Buren
- Pete Postlethwaite (VF : Georges Berthomieu) : Holabird
- Stellan Skarsgård (VF : Frédéric Cerdal) : Lewis Tappan
- Xander Berkeley (VF : Bruno Carna) : Hammond
- Anna Paquin (VF : Alexandra Garijo) : la reine Isabelle II d'Espagne
- Chiwetel Ejiofor (VF : Lucien Jean-Baptiste) : James Covey
- Jeremy Northam (VF : Eric Legrand) : le juge Coglin
- David Paymer (VF : Hervé Bellon) : le secrétaire Forsyth
- Razaaq Adoti (en) : Yamba
- Pedro Armendariz (fils)
- Abu Bakaar Fofanah : Fala
- Tomás Milián : Calderon
- Derrick N. Ashong : Buakei
- Geno Silva (en) : Ruiz
- John Ortiz : Pedro Montes
- Peter Firth (VF : Hervé Jolly) : le capitaine Fitzgerald
- Allan Rich (VF : William Sabatier) : le juge Juttson
- Paul Guilfoyle : attorney
- Arliss Howard : John Caldwell Calhoun

Sources et légendes : Version française sur AlloDoublage

## Production

### Genèse et développement
C'est le premier film réalisé par Steven Spielberg à être produit par DreamWorks, une société dont il est lui-même l'un des cofondateurs.
Le scénariste David Franzoni se base sur Mutiny on the Amistad: The Saga of a Slave Revolt and Its Impact on American Abolition, Law, and Diplomacy d'Howard Jones, Black Mutiny de William A. Owens et sur les conseils de Clifton Johnson, fondateur du centre de recherche Amistad de l'université Tulane. Le scénario prend plusieurs libertés par rapport à la réalité historique (la campagne électorale de 1840, le personnage de Theodore Joadson est fictif, Baldwin devrait être plus âgé, l'importance de l'affaire sur l'esclavage au pays…),,.

### Attribution des rôles
Denzel Washington et Cuba Gooding Jr. ont été approchés pour le rôle de Cinqué, tandis que Sean Connery l'a été pour celui de John Quincy Adams.
Harry Andrew Blackmun, ancien juge de la Cour suprême des États-Unis, interprète le rôle de Joseph Story, le juge de la Cour suprême qui rend l'arrêt.

### Tournage
Le tournage n'a duré que 31 jours. Il a eu lieu à Porto Rico, dans le Rhode Island (Newport, Pawtucket, Providence), dans le Connecticut (Mystic, Groton Long Point, Sonalyst Studios de Waterford), en Californie (Universal City, San Pedro, Oak Glen), dans le Massachusetts (Boston).
Les seize premières minutes du film ont été entièrement tournées en langue mendé (l'une des langues majoritaires en Sierra Leone), langue que Djimon Hounsou a dû apprendre, car le mendé n'est pas parlé dans son pays d'origine, le Bénin. De plus, Djimon Hounsou ne parle que cinq mots d'anglais dans le film.
Le bateau utilisé dans le film est le Pride of Baltimore II, un clipper de Baltimore.

### Musique
Sauf indication contraire ou complémentaire, les informations mentionnées dans cette section proviennent du générique de fin de l'œuvre audiovisuelle présentée ici.
- Andante du Quartet no 2 en si bémol majeur de Giovanni Battista Viotti.
- Andantino du Quartet no 3 en sol majeur de Giovanni Battista Viotti.
- Amazing Grace de John Newton.
- I Love Thy Kingdom, Lord d'Aaron Williams.
- Hail to the Chief.
- Columbia, the Gem of the Ocean (en).
- Dry Your Tears, Afrika.
- Timuyandya.
- The Ladder Is Broken.
- Ya Weh.
- Let's Stand Together.
- Today We Face The Wall.

Musiques non mentionnées dans le générique
La musique du film est composée par John Williams.
| 1.  | Dry Your Tears, Afrika (chant de Pamela Dillard)                       | 4:18 |
| 2.  | Sierra Leone, 1839 and the Capture of Cinque (chant de Pamela Dillard) | 3:39 |
| 3.  | Crossing the Atlantic (chant de Pamela Dillard)                        | 3:21 |
| 4.  | Cinque's Theme                                                         | 4:12 |
| 5.  | Cinque's Memories of Home                                              | 2:35 |
| 6.  | Middle Passage                                                         | 5:18 |
| 7.  | The Long Road to Justice                                               | 3:16 |
| 8.  | July 4, 1839                                                           | 4:01 |
| 9.  | Mr. Adams Takes the Case                                               | 7:15 |
| 10. | La Amistad Remembered                                                  | 5:08 |
| 11. | The Liberation of Lomboko                                              | 4:09 |
| 12. | Adams' Summation                                                       | 2:55 |
| 13. | Going Home (vocals performed by Pamela Dillard)                        | 2:02 |
| 14. | Dry Your Tears, Afrika (Reprise)                                       | 3:37 |

## Accueil

### Accueil critique
Amistad a reçu des critiques majoritairement positives. Sur l'agrégateur américain Rotten Tomatoes, le film a un taux d'approbation de 78 % pour 67 critiques, avec une note moyenne de 6,9/10. Le consensus est le suivant : « Sincère, sans tomber dans la moralisation, Amistad raconte une histoire importante avec une sensibilité captivante et un talent captivant. » Sur Metacritic, il obtient une note moyenne de 63⁄100 pour 23 critiques. Les spectateurs interrogés par CinemaScore ont attribué au film une note moyenne de « A− » sur une échelle de A+ à F.
Susan Wloszczyna de USA Today a résumé les impressions de nombreuses critiques : « En tant que véhicule Spielberg, Amistad — à la fois film à énigme, thriller d'action, drame judiciaire et même comédie sur le choc des cultures — se situe entre le lyrisme dérangeant de La Liste de Schindler et l'artificialité du conte de fées de La Couleur pourpre ».  Roger Ebert a attribué au film trois étoiles sur quatre, écrivant :
« Amistad, comme La Liste de Schindler de Spielberg, [...] traite de la manière dont des hommes de bien tentent d'agir de manière réaliste au sein d'un système maléfique pour épargner quelques-unes de ses victimes. [...] La Liste de Schindler fonctionne mieux comme récit car il s'agit d'une tromperie risquée, tandis qu'Amistad traite de la quête d'une vérité qui, si elle est découverte, sera une maigre consolation pour les millions d'esclaves existants. De ce fait, le film n'a pas la charge émotionnelle du précédent film de Spielberg — ou de La Couleur pourpre, qui m'avait ému aux larmes. [...] Ce qui est le plus précieux dans Amistad, c'est la façon dont il donne des visages et des noms à ses personnages africains, que les films transforment si souvent en victimes anonymes ».
Pour Sophie Grassin de L'Express, le film regorge de clichés, ne cesse « de débiter de bons sentiments » pour faire « finalement la part belle aux Blancs ». En dépit d'une reconstitution très documentée, Olivier Père des Inrocks estime que Steven Spielberg « a désormais besoin de grands sujets ou d'effets spéciaux de pointe pour camoufler la nullité de ses mises en scène. »

## Distinctions

### Récompenses
| Récompenses 1997-1998 du film Amistad | Récompenses 1997-1998 du film Amistad  | Récompenses 1997-1998 du film Amistad            | Récompenses 1997-1998 du film Amistad          | Récompenses 1997-1998 du film Amistad |
| Années                                | Évènements                             | Catégorie / Récompense                           | Nommé(es) / Lauréat(es)                        |                                       |
| ------------------------------------- | -------------------------------------- | ------------------------------------------------ | ---------------------------------------------- | ------------------------------------- |
| 1997                                  | Heartland International Film Festival  | Prix du film le plus émouvant                    | Steven Spielberg                               |                                       |
| 1998                                  | Critics' Choice Movie Awards           | Meilleur acteur dans un second rôle              | Anthony Hopkins                                |                                       |
| 1998                                  | MovieGuide Awards                      | Film le plus inspirant                           | Amistad                                        |                                       |
| 1998                                  | MovieGuide Awards                      | Meilleur film pour un public adulte              | Amistad                                        |                                       |
| 1998                                  | NAACP Image Awards                     | Meilleur acteur principale dans un film          | Djimon Hounsou                                 |                                       |
| 1998                                  | NAACP Image Awards                     | Meilleur second rôle masculin dans un film       | Morgan Freeman                                 |                                       |
| 1998                                  | Online Film and Television Association | Meilleure révélation masculine                   | Djimon Hounsou                                 |                                       |
| 1998                                  | Online Film Critics Society Awards     | Les dix meilleurs films de l'année               | 5ème place                                     |                                       |
| 1998                                  | Prix du cinéma européen                | Prix de l'accomplissement dans le cinéma mondial | Stellan Skarsgård                              |                                       |
| 1998                                  | Producers Guild of America Awards      | Vision Award du meilleur film au cinéma          | Debbie Allen, Steven Spielberg et Colin Wilson |                                       |
| 1998                                  | Satellite Awards                       | Meilleure photographie                           | Janusz Kamiński                                |                                       |

### Nominations
| Nominations 1997-2023 du film Amistad | Nominations 1997-2023 du film Amistad          | Nominations 1997-2023 du film Amistad                                         | Nominations 1997-2023 du film Amistad | Nominations 1997-2023 du film Amistad |
| Années                                | Évènements                                     | Catégorie / Récompense                                                        | Nommé(es) / Lauréat(es) |                                       |
| ------------------------------------- | ---------------------------------------------- | ----------------------------------------------------------------------------- | --- | ------------------------------------- |
| 1997                                  | Awards Circuit Community Awards                | Mentions honorables (Les dix prochains candidats aux meilleurs films)         | Amistad |                                       |
| 1997                                  | Awards Circuit Community Awards                | Meilleure photographie                                                        | Janusz Kamiński |                                       |
| 1997                                  | Awards Circuit Community Awards                | Meilleure conception de costumes                                              | Ruth E. Carter |                                       |
| 1997                                  | Awards Circuit Community Awards                | Meilleure musique originale                                                   | John Williams |                                       |
| 1998                                  | American Society of Cinematographers Awards    | Meilleure photographie pour un film                                           | Janusz Kamiński |                                       |
| 1998                                  | Art Directors Guild                            | Meilleurs décors pour un long métrage                                         | John Berger, Christopher Burian-Mohr, Rick Carter, Tony Fanning, Hugh Landwehr, Nicholas Lundy, Lauren E. Polizzi, Paul Sonski et William James Teegarden |                                       |
| 1998                                  | Art Directors Guild                            | Meilleurs décors dans un film d'époque                                        | Easton Smith |                                       |
| 1998                                  | Chicago Film Critics Association Awards        | Meilleur acteur dans un second rôle                                           | Anthony Hopkins |                                       |
| 1998                                  | Chicago Film Critics Association Awards        | Acteur le plus prometteur                                                     | Djimon Hounsou |                                       |
| 1998                                  | Critics' Choice Movie Awards                   | Meilleur film                                                                 | Amistad |                                       |
| 1998                                  | David di Donatello Awards                      | Meilleur film étranger                                                        | Steven Spielberg |                                       |
| 1998                                  | Directors Guild of America Awards              | Meilleure réalisation pour un film                                            | Steven Spielberg |                                       |
| 1998                                  | Golden Globes                                  | Meilleur film dramatique                                                      | Amistad |                                       |
| 1998                                  | Golden Globes                                  | Meilleur réalisateur                                                          | Steven Spielberg |                                       |
| 1998                                  | Golden Globes                                  | Meilleur acteur dans un film dramatique                                       | Djimon Hounsou |                                       |
| 1998                                  | Golden Globes                                  | Meilleur acteur dans un second rôle                                           | Anthony Hopkins |                                       |
| 1998                                  | NAACP Image Awards                             | Meilleur film                                                                 | Amistad |                                       |
| 1998                                  | Online Film and Television Association         | Meilleur acteur dans un second rôle                                           | Anthony Hopkins |                                       |
| 1998                                  | Online Film and Television Association         | Meilleur acteur dans un film dramatique                                       | Djimon Hounsou |                                       |
| 1998                                  | Online Film and Television Association         | Meilleure musique originale dans un film dramatique                           | John Williams |                                       |
| 1998                                  | Online Film and Television Association         | Meilleur montage de film                                                      | Michael Kahn |                                       |
| 1998                                  | Online Film and Television Association         | Meilleure photographie                                                        | Janusz Kamiński |                                       |
| 1998                                  | Online Film and Television Association         | Meilleure direction artistique                                                | Rosemary Brandenburg, Christopher Burian-Mohr, Rick Carter, Tony Fanning et William James Teegarden                                                       |                                       |
| 1998                                  | Online Film Critics Society Awards             | Meilleur acteur dans un second rôle                                           | Anthony Hopkins |                                       |
| 1998                                  | Oscars                                         | Meilleur acteur dans un second rôle                                           | Anthony Hopkins |                                       |
| 1998                                  | Oscars                                         | Meilleure photographie                                                        | Janusz Kamiński |                                       |
| 1998                                  | Oscars                                         | Meilleure création de costumes                                                | Ruth E. Carter |                                       |
| 1998                                  | Oscars                                         | Meilleure partition originale pour un film dramatique                         | John Williams |                                       |
| 1998                                  | Political Film Society                         | Exposé,                                                                       | Amistad |                                       |
| 1998                                  | Producers Guild of America Awards              | Meilleure production de film                                                  | Debbie Allen, Steven Spielberg et Colin Wilson |                                       |
| 1998                                  | Satellite Awards                               | Meilleur film dramatique                                                      | Debbie Allen, Steven Spielberg et Colin Wilson |                                       |
| 1998                                  | Satellite Awards                               | Meilleur acteur dans un film dramatique                                       | Djimon Hounsou |                                       |
| 1998                                  | Satellite Awards                               | Meilleur réalisateur                                                          | Steven Spielberg |                                       |
| 1998                                  | Satellite Awards                               | Meilleur scénario adapté                                                      | David Franzoni |                                       |
| 1998                                  | Satellite Awards                               | Meilleur montage                                                              | Michael Kahn |                                       |
| 1998                                  | Satellite Awards                               | Meilleure direction artistique                                                | Rick Carter |                                       |
| 1998                                  | Satellite Awards                               | Meilleurs costumes                                                            | Ruth E. Carter |                                       |
| 1998                                  | Satellite Awards                               | Meilleure musique de film                                                     | John Williams |                                       |
| 1998                                  | Screen Actors Guild Awards                     | Meilleur acteur dans un second rôle                                           | Anthony Hopkins |                                       |
| 1998                                  | Southeastern Film Critics Association Awards   | Meilleur film                                                                 | 7ème place |                                       |
| 1998                                  | Southeastern Film Critics Association Awards   | Meilleur acteur dans un second rôle                                           | Anthony Hopkins |                                       |
| 1999                                  | Grammy Awards                                  | Meilleure composition instrumentale écrite pour un film ou pour la télévision | John Williams |                                       |
| 2009                                  | Festival de Cinéma en Plein Air de la Villette | Meilleur film                                                                 | Amistad |                                       |
| 2023                                  | International Film Music Critics Association   | Meilleure version d'archives                                                  | Jeff Bond, Mike Matessino, Jim Titus et John Williams |                                       |

### Sélections
- Festival Chrétien du Cinéma 2006 : longs métrages, hors-compétition[27]

## Éditions en vidéo
En France, le film Amistad est sorti en DVD le 20 mars 2001. Par la suite, le film est ressorti en DVD le 3 août 2006, puis en Blu-ray le 7 mai 2014 et en VOD le 28 novembre 2017.

## Autour du film
Une parodie du film a été faite dans le film Scary Movie sous le titre d'Amistad 2.